# Alberto Micheli Pellegrini

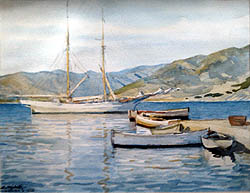
Alberto Micheli Pellegrini - Marina Elba 1936 - Acquerello su carta 40x30

Alberto Micheli Pellegrini (Livorno, 28 dicembre 1870 – Bibbiena, 7 gennaio 1943) è stato un pittore e illustratore italiano.

## Biografia
Alberto Micheli, figlio di Vincenzo Micheli, fu un pittore ritrattista e paesaggista ed un illustratore, appartenente alla corrente dei Postmacchiaioli, formatosi all'Accademia di belle arti di Firenze.
Micheli fu allievo di Giovanni Fattori.

## Lavori
Nel 1893 illustra il Secondo libro dei monologhi, (illustrato da disegni di artisti fiorentini) e collabora a Fiammetta, versione fiorentina del noto Gil Blas illustré, e a Italia ride, la rivista satirica della Belle Époque italiana.
Contribuì anche a La Voce.

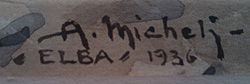
La firma di Alberto Micheli Pellegrini

La sua notorietà è legata soprattutto alle numerosissime illustrazioni per i romanzi dell'editore Salani, nella storica collezione "Biblioteca delle signorine"